# Agente adsorvente
Um adsorvente é uma superfície sólida insolúvel, geralmente porosa e com alta área de superfície, capaz de efetuar em sua superfície a adesão de moléculas insolúveis dispersas em um meio líquido ou gasoso (o adsorvido). A interação entre adsorvente e adsorvido pode ser de natureza química ou física.
Adsorção é um processo pelo qual átomos, íons ou moléculas são presos ou retidos na superfície de um material, ao contrário de absorção, que é um fenômeno de volume.
Em farmacologia, agentes adsorventes são usados tanto para tratamento superficial quanto interno.

## Adsorventes em farmacologia

### Grupos principais
Existem duas categorias principais dependendo do seu uso de adsorventes e do modo de aplicação. Alguns pós para a aplicação externa, como as argilas, também ser usadas por aplicação por via oral, da mesma forma, alguns pós de uso gastrointestinal podem ser usados externamente, como o caulim. A ação física em ambos os grupos é o mesmo.

#### Pós para aplicação externa
Eles são úteis para aplicar na pele, onde exercem um efeito protetor sobre as úlceras e feridas. Eles agem protegendo contra a irritação devido ao atrito. Eles têm um efeito de resfriamento, proporcionando um espaço extra para a perda de calor, pele seca por adsorção de água e absorver substâncias tóxicas. Os pós mais utilizados são os indicados a seguir:
- Amido. É obtido a partir do milho, trigo, batata e arroz. O amido de grau farmacêutico e tratado nas principais farmacopeias é um pó fino branco. Se for deixado na pele, vai se decompor depois de ter absorvido água e convertido em massa. Isto é impedido por lavagens frequentes e aplicações de amido novo. A adição de ácido bórico a 5% em amido inibe a rancidez.
- Talco. O talco de grau farmacêutico é um silicato de magnésio hidratado nativo, que é apresentado como um pó muito fino cristalino, branco ou acinzentado, sem areias, que espalha-se facilmente e adere à pele com facilidade.
- O carbonato de cálcio (CaCO3). Também conhecido como argila. É uma substância muito comum na natureza, formando rochas, como o componente principal e é o principal componente dos reservatórios. É um pó muito fino, branco e microcristalino. Este, em forma de comprimido, é usado como uma plataforma de cálcio corporal e como antiácido.
- Estearato de zinco. É realmente um sabão de zinco, que geralmente contém algum palmitato de zinco assim como o estearato. É um pó amorfo, leve, branco e com a propriedade de aderir à superfície da pele. Várias pós infantis contem uma parte de estearato de zinco e duas partes de talco. É parte de muitos pós cosméticos também.

#### Adsorventes gastrointestinais
Eles são administrados por via oral e são usados como antídotos para alguns casos de envenenamento e como antidiarreico. Eles são usados na medicina para corrigir venenos como alcalóides que foram engolidos de forma a atrasar e inibir a sua absorção pela corrente sanguínea. Outro uso é para absorver as toxinas que produzem diarreia. Os adsorventes gastrointestinais comummente utilizados são os seguintes:

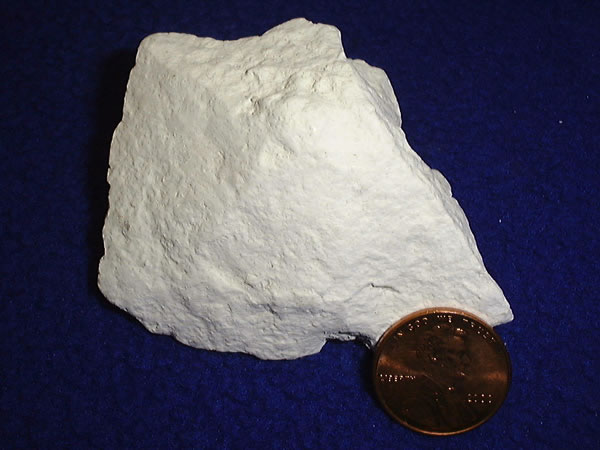
Caolim.

- Caulim (Al2 Si2O5(OH)4). É um silicato de alumínio hidratado nativo formado pela decomposição de silicatos de alumínio de feldspato e outros. Pó branco, muito fino. O caulim de grau farmacêutico é livre de areias. Na diarreia aguda e disenteria bacteriana é administrado em doses variando de 15 a 60 gramas, em intervalos de 6-8 horas de 5 a 10 dias.

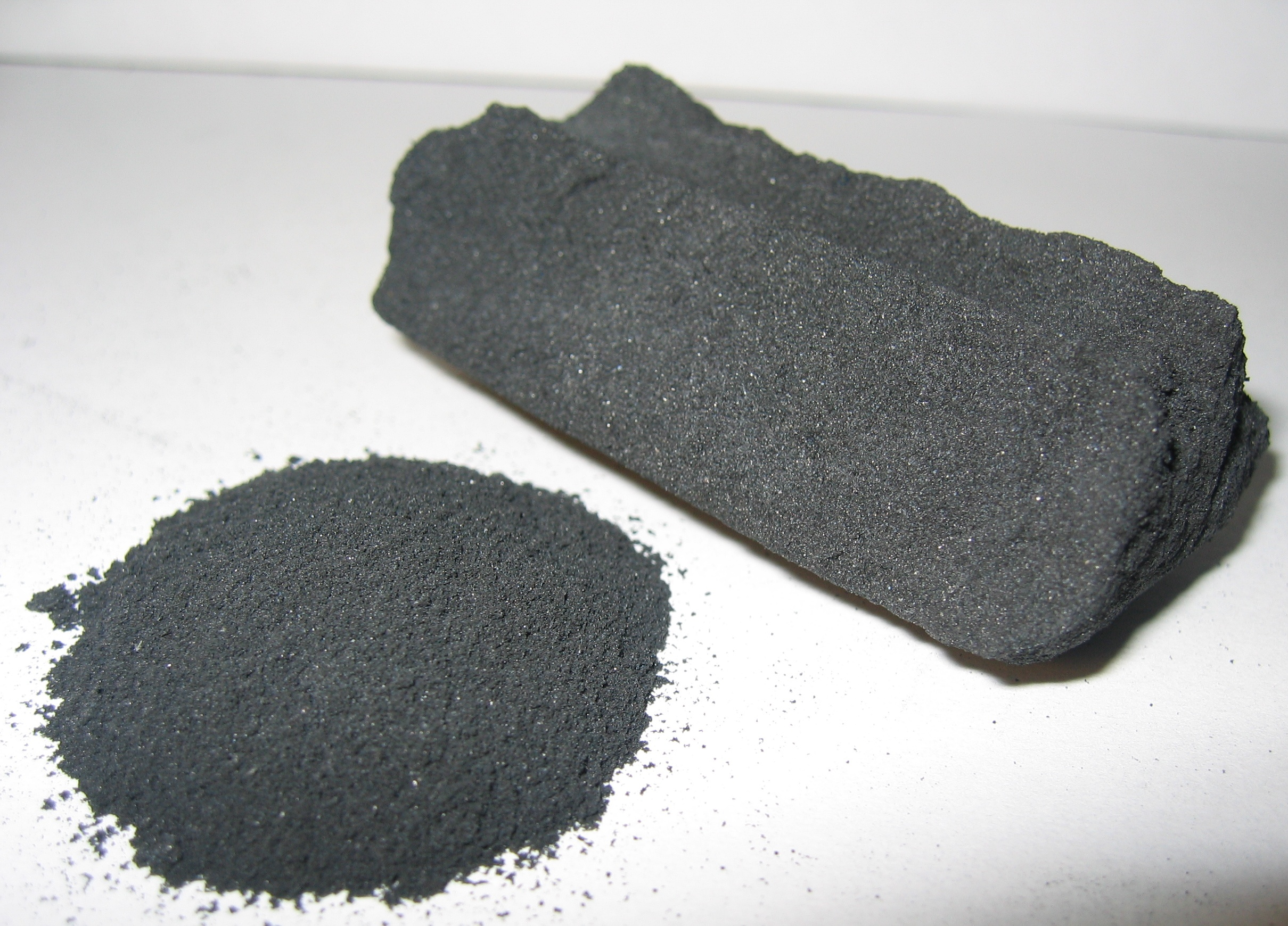
Carvão ativado.

- Carvão ativado. O carbono ativado é usado para tratar overdoses e intoxicações por ingestão oral. Ele impede a absorção de venenos no estômago. A dosagem típica para um adulto é de 25-50 g. A dose pediátrica é 12-25 g. O uso indevido deste produto pode causar aspiração (entrada para os pulmões) e pode conduzir a um resultado fatal se não for controlada. Para uso fora do hospital, vem em comprimidos de 1 g, ou em tubos ou garrafas de plástico, normalmente 25 ou 12,5 g, pré-misturado com água.
- Trissilicato de magnésio (2MgO 3SiO2 H2O). É um pó fino, branco, inodoro, insípido. É usado em doses de 0,3 a 2 gramas em suspensão ou comprimidos 0,3-5 gramas. É principalmente um adsorvente de ácidos, mas também é útil na disenteria bacteriana.